# فرانكلين بنجامين سانبورن
فرانكلين بنجامين سانبورن (بالإنجليزية: Franklin Benjamin Sanborn)‏ هو كاتب سير ذاتية وصحفي ومؤرخ أمريكي، ولد في 15 ديسمبر 1831 في هامبتون فالس في الولايات المتحدة، وتوفي في 24 فبراير 1917 في بلينفيلد في الولايات المتحدة.

## وصلات خارجية
- فرانكلين بنجامين سانبورن على موقع الموسوعة البريطانية (الإنجليزية)